# Варданян, Рубен Вараздатович
Рубен Вараздатович Варданян (26 мая 1929, Эривань — 21 декабря 1996, Ереван) — советский борец классического стиля, чемпион и призёр чемпионатов СССР, мастер спорта СССР (1951).

## Биография
Увлёкся борьбой в 1946 году. Участвовал в 12 чемпионатах СССР.
Судья всесоюзной категории (1963), судья международной категории (1969).
С 1948 года занимался тренерской деятельностью, воспитал более 20 мастеров спорта. В 1956—1962 годах работал преподавателем Ереванского института физической культуры.

## Спортивные результаты
- Чемпионат СССР по классической борьбе 1952 года — ;
- Чемпионат СССР по классической борьбе 1953 года — ;
- Всемирные студенческие игры 1954 года — .

## Награды
- Медаль «За трудовую доблесть» (27.04.1957) — «за успехи, достигнутые в деле развития массового физкультурного движения в стране, повышения мастерства советских спортсменов, и успешное выступление на международных соревнованиях»

## Память

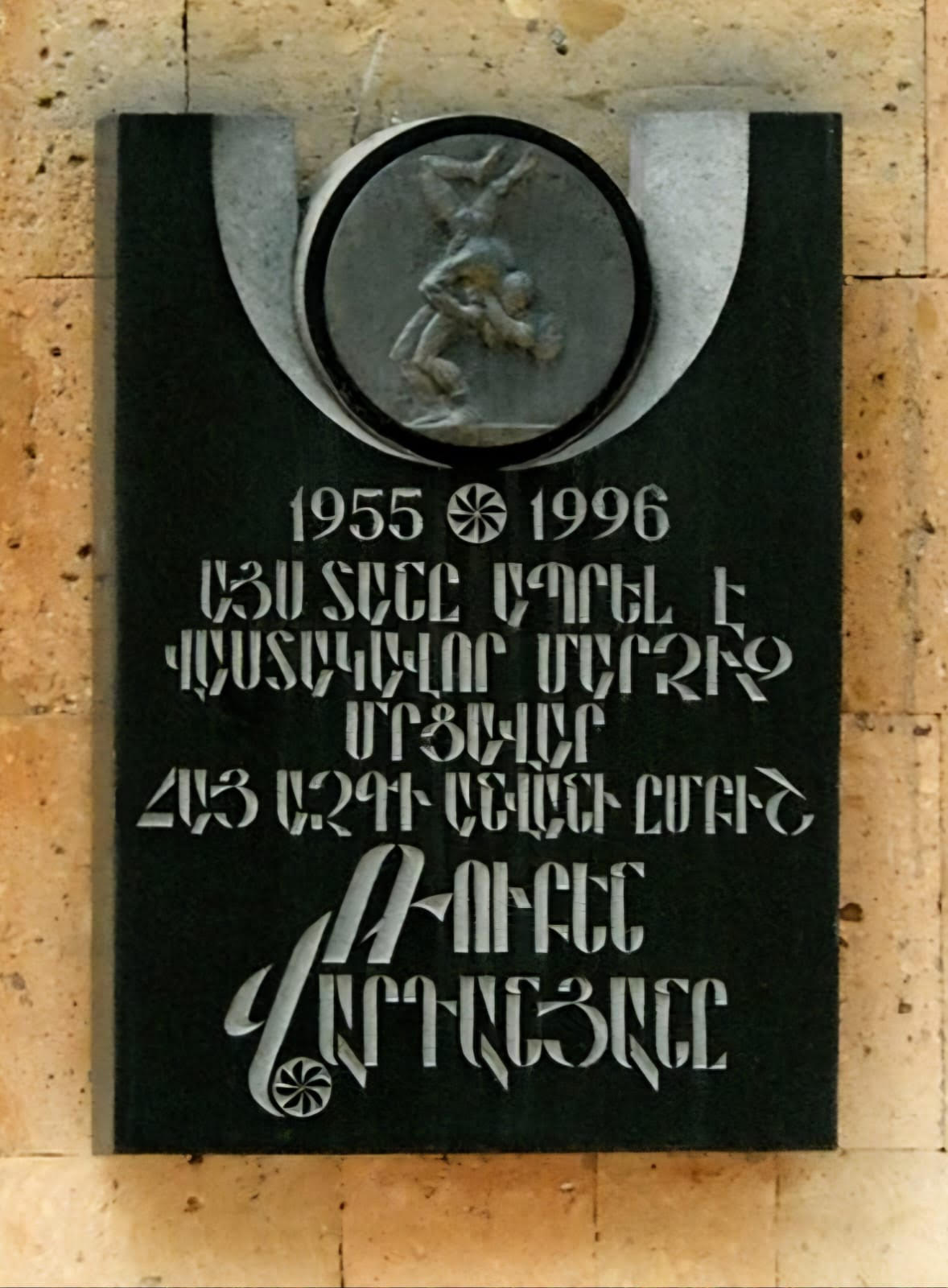
Ереван, ул. Киевян, 7: «В 1955—1996 гг. в этом доме жил заслуженный тренер, судья, известный армянский борец Рубен Варданян»

В 1999 году на доме в Ереване, в котором жил Рубен Варданян, была установлена мемориальная доска.